# More Than Fine
«More Than Fine» es el segundo sencillo de la banda estadounidense de rock alternativo Switchfoot en su cuarto álbum The Beautiful Letdown.
Fue lanzado en su registro de 2003 de doble platino, The Beautiful Letdown. Fue lanzado como primer sencillo para el álbum CCM mercado a través de Sparrow Records, mientras que la canción "Meant to Live", fue enviado a la corriente principal y la estación de radio alternativa formatos por Columbia Records/RED Distribution. Poco después de la liberación, se convirtió en el primer sencillo de la banda sobre Christian Contemporary hit de radio.